# Unipol
Unipol Gruppo Finanziari S.p.A o Gruppo Unipol és una companyia italiana de serveis financers operand al camp d'assegurances i banca, situant-se en la quarta firma del país. Amb seu a Bolonya, la companyia va ser fundada el 1962 com a cooperativa proveïdora de segurs que no fossin assegurances de vida. Després d'un intent frustrat d'adquisició de la Banca Nazionale del Lavoro el 2005, Unipol va veure dimitir al seu conseller delegat Giovanni Consorte enmig de l'escàndol «bancopoli». Consorte després va ser declarat culpable per ús d'informació privilegiada a la venda d'accions de la companyia. Sota els substituts de Consorte, Pierluigi Stefanini i Carlo Salvatori, la companyia va experimentar una extensa reestructuració el 2007. La seva seu es localitza a la «Torre Unipol» de Bolonya.